# Alphaville
|  | Per a la pel·lícula de Jean-Luc Godard, vegeu Alphaville, une étrange aventure de Lemmy Caution. |

Alphaville és un grup de la new wave alemany, però que canta en anglès, que va començar la seva carrera a principis dels anys 1980. El grup estava compost per Marian Gold, Bernhard Lloyd i Frank Mertens.
Van treure el primer àlbum el 1984 que es va titular Forever young, que va tenir un gran èxit mundial gràcies a temes com Big in Japan (número 1 a Alemanya, Suècia i Suïssa l'abril de 1984, número 2 a Itàlia, 4 a Àustria i Irlanda, 8 al Regne Unit, 5 a Sud-àfrica i al Països Baixos, però només va arribar al 66 als Estats Units). Sounds like a melody també va tenir un èxit notable i formava part del mateix àlbum. Després de l'aparició del disc, Frank Mertens va deixar el grup i va ser substituït per Ricky Echolette.
Alpaville va treue el seu segon àlbum el 1986 titulat Afternoon in utopia i de nou fou un gran èxit gràcies al single Dance with me, seguit de l'àlbum Breathtaking blue aparegut el 1989, de nou amb el mateix èxit que els dos precedents.
Amb Prostitute de 1994, Alphaville va canviar l'estil. L'àlbum va tenir un èxit menor. La darrera producció, Salvation, de 1997, és menys sensible i més dance que els precedents.

## Membres

### Inicials
- Marian Gold, vocalista (1982–avui dia)
- Bernhard Lloyd, teclats, guitarra (1982–2003)
- Frank Mertens, teclats (1982–1984)

### Posteriors
- Ricky Echolette, teclats, guitarra (1985–1997)
- Robbie France, bateria (1993–1995; mort el 2012)
- Rob Harris, guitarra, veus (1995–2003)
- Shane Meehan, bateria (1995–2003)
- Martin Lister, teclats, veus (1995–2014; mort el 2014)
- Maja Kim, baix (2011–2016)

### Avui dia
- Marian Gold, vocalista (1982–avui dia)
- David Goodes, guitarra (2003–avui dia)
- Jakob Kiersch, bateria (2003–avui dia)
- Carsten Brocker, teclats, drum programming (2014–avui dia)
- Alexandra Merl, baix (2016–avui dia)

## Discografia

### Àlbums
- 1984, Forever young
- 1986, Afternoons in utopia
- 1988, Alphaville: The Singles Collection
- 1989, The Breathtaking Blue
- 1992, First Harvest 1984-92 (Best of)
- 1994, Prostitute
- 1997, Salvation
- 1999, Dreamscapes
- 2000, Stark Naked and Absolutely Live (Concert)
- 2010, Catching Rays on Giant
- 2017, Strange Attractor
- 2019, Forever Young (Remasteritzat, 35è aniversari)[2]

## Premis i nominacions
- 1984. Guanyadors del premi Goldene Europa com a millor grup[3] i millor grup estranger.
- 1984. Guanyadors del premi Rockbjörnen com a millor àlbum estranger per Forever Young.